# Увс (езеро)
У́вс (на монголски: Увс нуур; на руски: Убсу-Нур) е солено безотточно езеро в Монголия, аймак Увс и Русия, Република Тува. С площ от 3350 km², това е най-голямото езеро в Монголия и 8-ото по големина в Русия.
Езерото Увс Нур е разположено в тектонска падина, част от т.нар. Котловина на Големите езера на територията на Монголия, аймак Увс (3338 km²) и Русия, Република Тува, (12 km²), на 753 m н.в.
По времето на ледниковия период в обширната котловина е бил разположен голям вътрешен водоем с площ от 16 хил. km². При пресъхването му се е образувало съвременното безотточно, солено езеро Увс Нур. На юг езерото е отделено от останалите езера в Котловина на Големите езера чрез високия над 3000 m хребет Хан Хухийн Нуруу, а на север хребета Тану Ола го отделя от реките оттичащи се към река Енисей На изток е разположена обширната заблатена делта на река Тес-Хем, която дренира голяма част от Увс Нурската котловина.
Площта на водното огледало е 3350 km2, обемът е 35,7 km3, дължина от запад на изток 84 km, максимална ширина от север на юг 79 km. То е сравнително плитко, като средните дълбочини са около 6 m, а максимална дълбочина 20 m. Преобладаващите брегове са ниски, предимно пясъчни, на места заблатени. Водата в езерото е горчиво-солена, поради това че езерото е безотточно. Солеността му се изменя в зависимост от отстоянието от устиевите райони на реките вливащи се него и варира от 18,5 до 19,7 г/л, като тя съответства на средната соленост на Черно море и е около два пъти по-малко солено от Световния океан. Йонният състав е основно натриев, сулфатно-натриев и сулфатно-магнезиев.
Езерото има почти квадратна форма със слабо разчленена брегова линия, като само в най-източната му част има един по-голям оформен залив.
Водосборният басейн на езерото Увс Нур е 71 100 km2, от които 36% е на територията на Русия, а останалите 64% на монголска територи. Климатът в района на езерото е остро континентален, като температурната амплитуда надхвърля 100 °C – от -58 °C през зимата до 47 °C през лятото. В Котловината на Големите езера съществува особен тип климат, който се характеризира с нарастване на аридността му от периферията на котловината към центъра ѝ, което позволява различните природни зони да съществуват на ограничено пространство. На дъното но котловината са разположени пясъчни и глинести пустини, а в периферията – сухи степи. По склоновете на планините, обграждащи котловината са разположени тревисти степи, преминаващи още по-нагоре в лесостепи. Високо в планините растат смесени широколистни и кедрови гори.
Границите на водосборния басейн на езерото Увс Нур са следните:
- на север и изток – водосборния басейн на река Енисей, вливаща се в Карско море;
- на юг и югозапад – водосборния басейн на река Кобдо, вливащи се в безотточното езеро Хяргяс нуур.

В езерото Увс Нур се вливат няколко десетки реки, като най-големи от тях са: Тес-Хем (вливаща се в североизточната част на езерото чрез обширна делта); Нарийн Гол (в най-източния ъгъл на езерото); Хурмасин Гол (в югоизточната част); Хархира Гол (в югозападната част); Боршо Гол (в западната част). Езерото се подхранва основно от снежни и дъждовни води внасяни в него чрез реките. Годишният речен отток се изчислява на 2,4 km3.
Езерото замръзва в края на октомври или началото ноември, а се размразява в края на април или началото на май. През лятото температурата на повърхността на водата достига до 25 °C, а на дъното – до 19 °C.
Езерото се обитава от 29 вида риба, а също така е дом и на 173 вида птици и 41 вида бозайници, в това число барс и архар. Екологичното разнообразие се дължи на малкото хора, обитаващи бреговете на езерото, техният традиционен номадски начин на живот, както и липсата на заводи. Най-голямото селище е град Улангом, разположено на 24 km югозападно от брега на езерото.
С цел изучаването на уникалната екосистема на долината, през 1993 г. е създаден резерват. През 2003 г. езерото и 11 съседни обекта са обявени за защитени места от ЮНЕСКО.
Крайбрежието на езерото е било заселено преди няколко хиляди години, за което свидетелстват съхранилите се надгробни могили, петроглифи и рунически надписи. На монголски езерото се нарича Увс. В тюркските езици географските обекти се произнасят само с уточняваща дума (в дадения случай това е думата „нуур“ – „езеро“, а след това пълното название което звучи като „Увс нуур“.
Първото описание на езерото извършва руският казашки атаман Василий Тюменец през 1615 г. по време на дипломатическата му мисия в Монголия. През 1878 г. руският географ и пътешественик Григорий Потанин извършва първото физикогеографско изследване на езерото и южно от него открива високия хребет Хан Хухийн Нуруу. топографът на експедицията Пьотър Рафаилов извършва първото геодезическо заснемане на бреговете на Увс и на базата на неговите измервания е изработена първата точна карта на езерото и цяла Западна Монголия.

## Топографски карти
- Лист от карта M-46-А.
- Лист от карта M-46-Б.
- Лист от карта M-46-В.